# Ebecu
Ebecu (japonsky 江別市) je město v prefektuře Hokkaidó v Japonsku. K roku 2019 v něm žilo bezmála 120 tisíc obyvatel.

## Poloha a doprava
Ebecu leží na řece Išikari, která tvoří jeho severní hranici, jihozápadně od Asahikawy a severovýchodně od Sappora nedaleko západního pobřeží ostrova Hokkaidó.
Přes město prochází železniční trať Hakodate – Asahikawa.

## Dějiny
Status města získalo Ebecu v roce 1954.

### Rodáci
- Keisuke Uširo (*1986), desetibojař